# Proyecto Uno

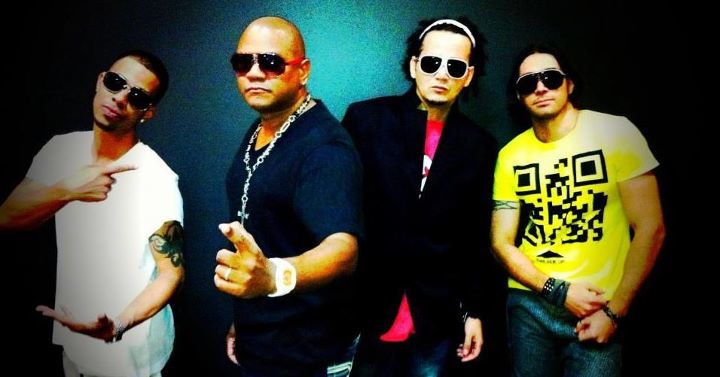
Proyecto Uno in 2011

Proyecto Uno is een New Yorkse groep die uit dominicanen bestond. die merengue mixt met hip-hop. Ook zitten er sterke reggae-invloeden in. Zij begonnen als een traditionele merengue-groep, maar na de komst van bandlid Magic Juan werden zij de pioniers van de Merenrap of Merenhouse-stijl. Ze zijn in Nederland vooral bekend van de hit "El Tiburon".

## Bezetting
De band bestaat uit onder andere:
- Nelson Zapata
- Johnny Salgado
- Magic Juan

## Discografie
- Todo El Mundo
- In Da House (1995)
- New Era (1996)
- 4
- Pura Gozadera (2002)

Magic Juan (ook bekend onder de naam El Duro) is inmiddels weer solo en heeft een nieuwe cd uitgebracht: "Todo Eso E' Tuyo".